# Hooggerechtshof van Spanje

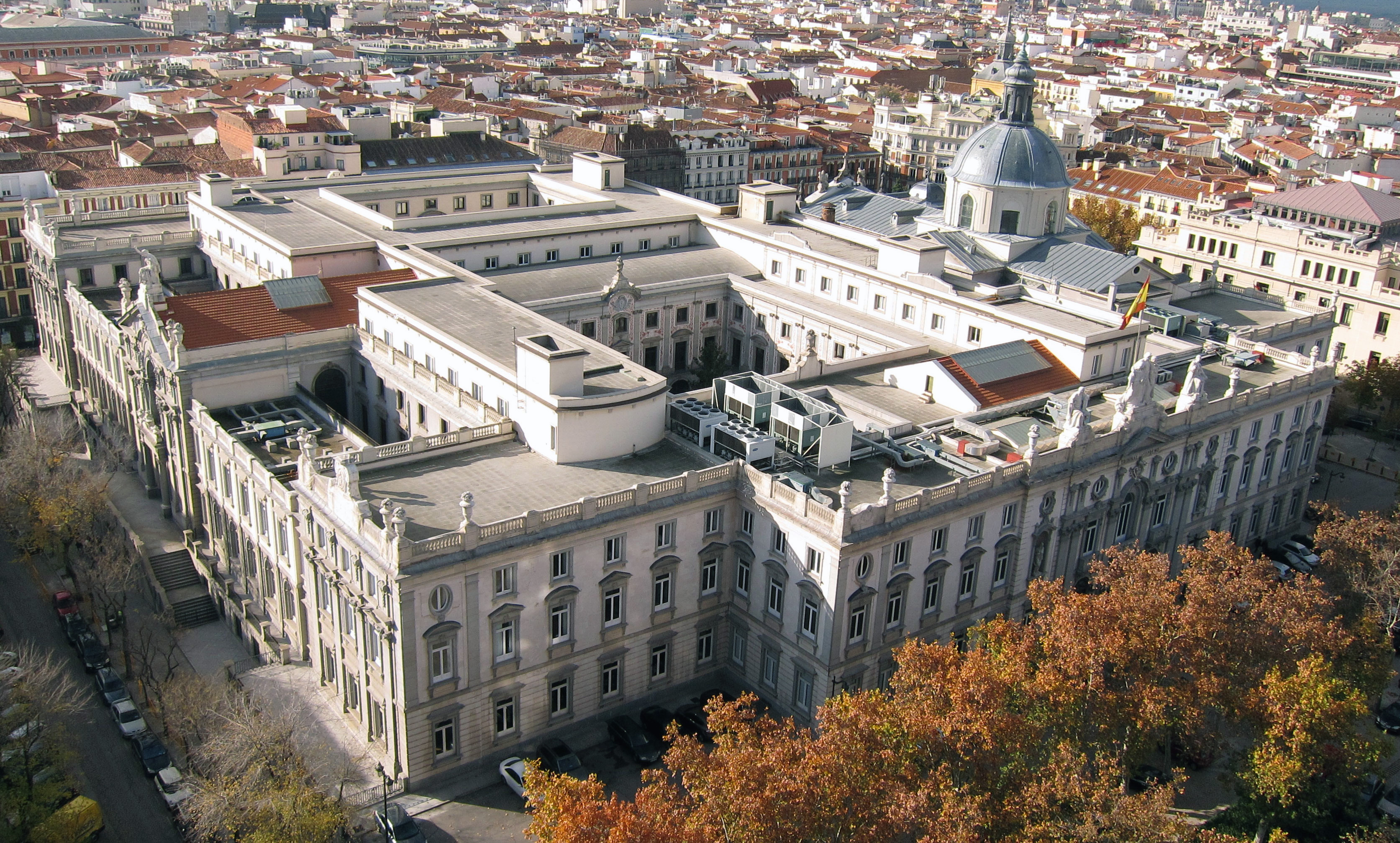
Gebouw van het Spaanse hooggerechtshof in Madrid

Het Hooggerechtshof (Spaans: Tribunal Supremo) is de hoogste rechtbank van de Spaanse rechterlijke macht, gevestigd in het centrum van de hoofdstad Madrid. De jurisdictie van dit hof beslaat het volledige Spaanse grondgebied, en beslaat alle vormen van recht, behalve constitutioneel recht, wat wordt behandeld door het constitutioneel hof. 
Het hof is het belangrijkste Spaanse cassatiehof, en dient ervoor zorg te dragen dat wetten op gelijke wijze toe worden gepast in het gehele land en dat alle juridische organen dezelfde criteria gebruiken bij de interpretatie van de wet. Daarnaast functioneert dit hof ook als beroepshof, en behandelt het in eerste en enige instantie zaken tegen leden van de regering, de Cortes Generales, de belangrijkste gezagdragers uit de autonome gemeenschappen, en leden van het hooggerechtshof zelf, het constitutioneel hof en andere hoge magistraten. Het is ook de enige rechtbank die politieke partijen kan verbieden.  
79 magistraten maken deel uit van het hooggerechtshof. Deze worden benoemd door de koning, op voordracht van de Consejo General del Poder Judicial (CGPJ), het bestuursorgaan van de rechterlijke macht in Spanje. De voorzitter van dat orgaan is tevens de voorzitter van het hooggerechtshof.